# Cirque de Navacelles
De Cirque de Navacelles is een groot keteldal dat bij de zuidelijke rand van het Centraal Massief in het zuiden van Frankrijk ligt, vlak bij de plaatsen Saint-Maurice-Navacelles en Blandas, tussen de departementen Hérault en Gard in de regio Occitanie.
Het dal werd ongeveer 3 miljoen jaar geleden gevormd door glaciale erosie. Vervolgens sneed de rivier de Vis door de basis van het dal, en ontstond een hoefijzermeer. Het meer droogde op en liet leem en turf achter. De plek kreeg het keurmerk Grand Site de France.

## Bereikbaarheid
De cirque ligt erg geïsoleerd; er liggen slechts een paar kleine dorpjes in de omgeving. De dichtstbijzijnde plaats is Millau. Als gevolg van de recente voltooiing van de A75 van Clermont-Ferrand naar Pézenas, waardoor een snelle verbinding tussen Parijs en de Middellandse Zee is ontstaan, is het gebied de laatste jaren populairder geworden bij bezoekers. Ook het viaduct van Millau, dat de gemeente met dezelfde naam omzeilt, heeft hieraan bijgedragen.
De wegen in het gebied zelf zijn slecht onderhouden en breed genoeg voor slechts één voertuig. Een gevaarlijke maar spectaculaire weg naar de bodem van de vallei is een belangrijke trekpleister.

## Legende
Aan de cirque is ook een mythe verbonden. De krater zou zijn ontstaan door een hoefafdruk van het paard van Gargantua tijdens zijn wereldreis, vader van Pantagruel. Het betreft hier twee reuzen, vader en zoon, en hun sporen/mythen zijn door heel Frankrijk te vinden. Deze figuren zijn in de 16e eeuw gecreëerd door de Franse humanist François Rabelais, die toevallig of niet, in het nabijgelegen Montpellier medicijnen doceerde.